# Tchéky Karyo
Tchéky Karyo, nato Baruh Djaki Karyo (Istanbul, 4 ottobre 1953), è un attore francese.

## Biografia
Nato ad Istanbul, in Turchia, nel 1953 da padre turco di famiglia ebraica sefardita di remote origini spagnole e da madre greca di religione ortodossa, si è trasferito da bambino in Francia, a Parigi, dove è cresciuto e ha frequentato le scuole. Ha studiato recitazione al Cyrano Theatre ed è diventato membro della Daniel Sorano Company, frequentando inoltre il Teatro Nazionale di Strasburgo. Dopo aver debuttato nel 1983 nel film Il ritorno di Martin Guerre, nello stesso anno è stato nominato ai César per la sua interpretazione nella pellicola La spiata. Nel 1986 ha vinto il Premio Jean Gabin.
Negli anni seguenti si è fatto notare ne L'orso (1988) di Jean-Jacques Annaud e in Nikita (1990) di Luc Besson, film grazie ai quali ha potuto costruire una carriera negli Stati Uniti partecipando a super produzioni come 1492 - La conquista del paradiso (1992), diretto da Ridley Scott o GoldenEye (1995), ma anche a produzioni indipendenti come Crying Freeman (1995). Tra gli altri suoi film vi sono l'italiano Va dove ti porta il cuore (1996) e l'hollywoodiano Innamorati cronici (1997). Dopo aver preso parte a Il patriota (2000) e alla commedia di successo L'erba di Grace (2000) al fianco di Brenda Blethyn, negli anni successivi ha recitato in Una lunga domenica di passioni (2004) e La masseria delle allodole (2007).

## Vita privata
Dopo esser stato sposato con l'attrice Isabelle Pasco, dalla quale ha avuto una figlia, successivamente è diventato il compagno dell'attrice Valérie Kéruzoré.

## Filmografia parziale

### Cinema
- Toute une nuit, regia di Chantal Akerman (1982)
- La spiata (La Balance), regia di Bob Swaim (1982)
- Il ritorno di Martin Guerre (Le retour de Martin Guerre), regia di Daniel Vigne (1983)
- Professione: poliziotto (Le Marginal), regia di Jacques Deray (1983)
- Le notti della luna piena (Les Nuits de la pleine lune), regia di Éric Rohmer (1984)
- Amour braque - Amore balordo (Amour braque), regia di Andrzej Żuławski (1985)
- L'Unique, regia di Jérôme Diamant-Berger (1986)
- L'orso (L'ours), regia di Jean-Jacques Annaud (1988)
- Nikita, regia di Luc Besson (1990)
- Vincent et moi, regia di Michael Rubbo (1990)
- Arte mortale (A Grande Arte), regia di Walter Salles (1991)
- La villa del venerdì, regia di Mauro Bolognini (1991)
- 1492 - La conquista del paradiso (1492: Conquest of Paradise), regia di Ridley Scott (1992)
- L'Atlantide, regia di Bob Swaim (1992)
- Quattro delitti in allegria (La Cité de la peur), regia di Alain Berbérian (1994)
- L'angelo nero (L'Ange noir), regia di Jean-Claude Brisseau (1994)
- Nostradamus regia di Roger Christian (1994)
- Bad Boys, regia di Michael Bay (1995)
- Quando gli elefanti volavano (Operation Dumbo Drop), regia di Simon Wincer (1995)
- Crying Freeman, regia di Christophe Gans (1995)
- GoldenEye, regia di Martin Campbell (1995)
- Colpo di luna, regia di Alberto Simone (1995)
- Va dove ti porta il cuore, regia di Cristina Comencini (1996)
- Albergo Roma, regia di Ugo Chiti (1996)
- Innamorati cronici (Addicted to Love), regia di Griffin Dunne (1997)
- Dobermann, regia di Jan Kounen (1997)
- Passaggio per il paradiso, regia di Antonio Baiocco (1998)
- Wing Commander - Attacco alla Terra (Wing Commander), regia di Chris Roberts (1999)
- La mia vita fino ad oggi (My Life So Far), regia di Hugh Hudson (1999)
- Come un pesce fuor d'acqua (Comme un poisson hors de l'eau), regia di Hervé Hadmar (1999)
- Giovanna d'Arco (The Messenger: The Story of Joan of Arc), regia di Luc Besson (1999)
- L'erba di Grace (Saving Grace), regia di Nigel Cole (2000)
- Il patriota (The Patriot), regia di Roland Emmerich (2000)
- Le roi danse, regia di Gérard Corbiau (2000)
- Kiss of the Dragon, regia di Chris Nahon (2001)
- Triplo gioco (The Good Thief), regia di Neil Jordan (2002)
- The Core, regia di Jon Amiel (2003)
- Identità violate (Taking Lives), regia di D.J. Caruso (2004)
- Ne quittez pas!, regia di Arthur Joffé (2004)
- Una lunga domenica di passioni (Un long dimanche de fiançailles), regia di Jean-Pierre Jeunet (2004)
- Blueberry, regia di Jan Kounen (2004)
- The Gravedancers, regia di Mike Mendez (2006)
- La masseria delle allodole, regia di Paolo e Vittorio Taviani (2007)
- Boxes, regia di Jane Birkin (2007)
- Vampire Party, regia di Stephen Cafiero (2008)
- Il cammino per Santiago (The Way), regia di Emilio Estevez (2010)
- Special Forces - Liberate l'ostaggio (Forces spéciales), regia di Stéphane Rybojad (2011)
- A Gang Story (Les Lyonnais), regia di Olivier Marchal (2011)
- Belle & Sebastien (Belle et Sébastien), regia di Nicolas Vanier (2013)
- La resistenza dell'aria (La résistance de l'air), regia di Fred Grivois (2015)
- Belle & Sebastien - L'avventura continua (Belle et Sébastien: l'aventure continue), regia di Christian Duguay (2015)
- Belle & Sebastien - Amici per sempre (Belle et Sébastien 3, le dernier chapitre), regia di Clovis Cornillac (2018)
- Maria Maddalena (Mary Magdalene), regia di Garth Davis (2018)
- Una sirena a Parigi (Une sirène à Paris), regia di Mathias Malzieu (2020)
- Vicky e il suo cucciolo (Mystère), regia di Denis Imbert (2022)

### Televisione
- Guerra al virus (And the Band Played On), regia di Roger Spottiswoode – film TV (1993)
- D'Artagnan e i tre moschettieri (D'Artagnan et les trois Mousquetaires) – miniserie TV (2005)
- La maledizione dei Templari (Les rois maudits), regia di Josée Dayan – miniserie TV (2005)
- Gli aquiloni (Les cerfs volants), regia di Jérôme Cornuau – film TV (2007)
- The Missing – miniserie TV (2014)
- Baptiste – serie TV, 6 episodi (2019)
- Il nome della rosa (The Name of the Rose), regia di Giacomo Battiato - miniserie TV (2019)
- ZeroZeroZero – serie TV (2020)
- Possessions – serie TV, 6 episodi (2020)

## Doppiatori italiani
Nelle versioni in italiano delle opere in cui ha recitato, Tchéky Karyo è stato doppiato da:
- Rodolfo Bianchi in Nikita, La villa del venerdì, 1492 - La conquista del paradiso, Guerra al virus, Va' dove ti porta il cuore, Dobermann, Come un pesce fuor d'acqua, Identità violate, La maledizione dei Templari, La masseria delle allodole, A Gang Story, Belle & Sebastien, The Missing, Belle & Sebastien - L'avventura continua, Maria Maddalena
- Jacques Peyrac in Innamorati cronici, L'erba di Grace, Il patriota
- Roberto Pedicini in Le notti della luna piena, Colpo di luna
- Fabrizio Pucci in La mia vita fino ad oggi, Kiss of the Dragon
- Luca Biagini in Crying Freeman, Triplo gioco
- Luca Dal Fabbro in Amour braque - Amore balordo
- Stefano De Sando in L'orso
- Antonio Sanna in Bad Boys
- Luciano Roffi in GoldenEye
- Claudio De Davide in Albergo Roma
- Massimo Lodolo in Wing Commander - Attacco alla Terra
- Angelo Nicotra in Giovanna d'Arco
- Giorgio Lopez in The Core
- Danilo De Girolamo in Una lunga domenica di passioni
- Frédéric Lachkar in Blueberry
- Gino La Monica in D'Artagnan e i tre moschettieri
- Stefano Mondini ne Il cammino per Santiago
- Ambrogio Colombo in Special Forces - Liberate l'ostaggio
- Paolo Marchese in Belle & Sebastien - Amici per sempre
- Marco Mete ne Il nome della rosa
- Angelo Maggi in ZeroZeroZero